# كأس بلغاريا 1979–80
كأس بلغاريا 1979–80 (بالبلغارية: Купа на Съветската армия 1979/80)‏ هو موسم من كأس بلغاريا. أشرف على تنظيمه اتحاد بلغاريا لكرة القدم، وفاز فيه سلافيا صوفيا.